# Braunschweigs voetbalkampioenschap 1909/10
In 1909/10 werd het zesde Braunschweigs voetbalkampioenschap gespeeld, dat georganiseerd werd door de Noord-Duitse voetbalbond. Eintracht Braunschweig werd kampioen en plaatste zich voor de Noord-Duitse eindronde. De club versloeg Hannoverscher FC 96 en  verloor in de halve finale van Werder Bremen.
Eintracht Braunschweig II trok zich terug uit de competitie.

## Eindstand
| Plaats | Club                      | Wed. | W | G | V | Saldo | Ptn |
| ------ | ------------------------- | ---- | - | - | - | ----- | --- |
| 1.     | FC Eintracht Braunschweig | 2    | 2 | 0 | 0 | 14:2  | 4:0 |
| 2.     | BV Wacker 06 Braunschweig | 2    | 1 | 0 | 1 | 3:3   | 6:6 |
| 3.     | FV 05 Braunschweig        | 2    | 0 | 0 | 2 | 2:14  | 0:4 |

|  | Kampioen |